# Hultet, Karlsborgs kommun
Hultet  är en ort i Undenäs socken i Karlsborgs kommun i Västra Götalands län. SCB har för bebyggelsen i orten och dess grannby Svanvik avgränsat och namnsatt småorten Hultet och Svanvik.